# 옥구천
옥구천(玉鉤川)은 경기도 시흥시 정왕동에 조성된 길이 5.2km의 인공하천이다.

## 역사
- 2009년: 생태하천 복원을 위해 소하천으로 지정
- 2021년: 상류부 1.1㎞ 구간 생태하천 복원 사업[2]
- 2024~2026년(예정): 시흥스마트허브 내 중류부 2.8㎞ 구간 생태하천 복원 사업 (중류부 호안 정비, 비점오염원 저감 시설 설치, 생물 서식지 조성, 수생 식물 식재, 산책로 개선, 안전 차단시설 설치 등)[2]

복원 사업이 진행되기 전이었던 2009년, 물고기가 집단 폐사하는 일이 있었으며 같은 해 시흥시 관내 인공하천 수질 오염도 측정 결과, 수질 오염이 심각한 것으로 드러났다. 이에 시는 옥구천을 친수공간으로 활용하기 위하여 2009년부터 2012년까지 대대적인 하천 정비사업을 진행하였다.
정비 사업이 완료되어 현재는 보행자와 자전거가 통행할 수 있는 친수공간으로 활용되고 있다.

## 같이 보기
- 군자천
- 정왕천